# WNET
WNET (aussi connu sous le nom de Thirteen) est une station de télévision américaine publique située à Newark, au New Jersey, et appartenant à WNET.ORG et affilié au réseau PBS. Son antenne est située au sommet du One World Trade Center et dessert la ville de New York.

## Histoire
La station a débuté en 1948 en tant que commerciale et indépendante appartenant à Atlantic Television, une division de Bremer Broadcasting Corporation, son émetteur situé à West Orange, sous les lettres d'appel WATV, sœur des stations de radio WAAT (970 kHz) et WAAT-FM (94,7 MHz).
En 1957, Bremer vend ses stations à National Telefilm Associates (en) (NTA) et rejoint le réseau NTA Film Network (en). Les lettres d'appel changent en 1958 pour WNTA-TV, ainsi que les stations de radio AM et FM. En 1961, le réseau rejoint une centaine d'affiliés, mais arrive dernier parmi les autres réseaux et les stations indépendantes du marché de New York. Le réseau et les stations sont alors mises en vente.
Un groupe basé à New York, Educational Television for the Metropolitan Area (ETMA), achète la station et la converti en vocation non-comerciale, avec le soutien financier de cinq des six stations VHF de New York, heureuses de voir disparaître un compétiteur commun. CBS fourni même un studio à ETMA situé à Manhattan. L'émetteur est mis hors d'ondes le 22 décembre 1961, se donnant 3 mois pour convertir la station.
La station revient en ondes le 16 septembre 1962 sous les lettres d'appel WNDT.

## Production
La station est à l'origine de la production de nombreuses émissions d'affaires publiques et de séries télévisées d'animation destinées pour le réseau PBS.

## Télévision numérique terrestre
| Canal virtuel | Image | Ratio | Programmation                          |
| ------------- | ----- | ----- | -------------------------------------- |
| 13.1          | 1080i | 16:9  | Programmation principale WNET / PBS HD |
| 13.2          | 480i  | 16:9  | PBS Kids                               |